# アルファロメオ・184T
アルファロメオ・184T (Alfa Romeo 184T)は、アルファロメオが開発したフォーミュラ1カー。1984年と1985年に使用された。設計はルイジ・マルミローリとマリオ・トレンティーノ。トレンティーノにとっては設計した最初のF1車両であった。ファッションメーカー「ベネトン」がメインスポンサーとなり、車体は緑色にカラーリングされた。最高成績は3位。

## 概要

### 1984年シーズン
184Tは1.5リッターV8ターボエンジンを搭載し、10700回転で680 hp (507 kW)を発揮した。1984年シーズン通算では11ポイントを獲得し、決勝レースの完走能力は低かったが、速さを持つマシンであった。ベストリザルトは1984年イタリアグランプリでのリカルド・パトレーゼの3位入賞であった。このレースではその直前までチームメイトのエディ・チーバーが3位を走行していたものの、燃料切れで9位となった。184Tのリタイア理由の大半はエンジントラブルもしくは燃料切れであった（1984年および85年のF1レギュレーションはターボ車の燃料を1レース当たり220リッターに制限していた）。184Tでチームはシーズン11ポイントを獲得し、コンストラクターズランキング8位となった。

### 1985年シーズン
チームは1985年、184Tに変えて185Tを投入したが、185Tには競争力が無いことが判明し、第8戦イギリスGPより再び184Tが使用された。1985年のレギュレーションに適合するよう変更されたマシンは184TBと呼ばれた。パトレーゼは184TBについて、「184Tシャシーに185Tのリヤ部分を載せたんだ。状況は好転しなかったけどね。」と述べている。マシントラブルによるリタイヤがほとんで、完走できたのはダブル完走した第14戦ヨーロッパGPのみとベネトン・アルファロメオはシーズン無得点に終わった。不振を極めたアルファロメオのワークスチームによるF1参戦はこの年を最後にF1撤退を決定。パトレーゼはブラバムへと復帰し翌年以後も参戦継続することが出来たが、チーバーは一時シートを失う悪夢の85年シーズンとなった。

## F1における全成績
(key) （太字はポールポジション）
| 年     | チーム               | エンジン                   | タイヤ | No. | ドライバー | 1   | 2   | 3   | 4   | 5   | 6   | 7   | 8   | 9   | 10  | 11  | 12  | 13  | 14  | 15  | 16  | ポイント | 順位 |
| ------ | -------------------- | -------------------------- | ------ | --- | ---------- | --- | --- | --- | --- | --- | --- | --- | --- | --- | --- | --- | --- | --- | --- | --- | --- | -------- | ---- |
| 1984年 | アルファロメオ 184T  | アルファロメオ 890T V8 t/c | G      |     |            | BRA | RSA | BEL | SMR | FRA | MON | CAN | DET | DAL | GBR | GER | AUT | NED | ITA | EUR | POR | 11       | 8位  |
| 1984年 | アルファロメオ 184T  | アルファロメオ 890T V8 t/c | G      | 22  | パトレーゼ | Ret | 4   | Ret | Ret | Ret | Ret | Ret | Ret | Ret | 12  | Ret | 10  | Ret | 3   | 6   | 8   | 11       | 8位  |
| 1984年 | アルファロメオ 184T  | アルファロメオ 890T V8 t/c | G      | 23  | チーバー   | 4   | Ret | Ret | 7   | Ret | DNQ | 11  | Ret | Ret | Ret | Ret | Ret | 13  | 9   | Ret | 17  | 11       | 8位  |
| 1985年 | アルファロメオ 184TB | アルファロメオ 890T V8 t/c | G      |     |            | BRA | POR | SMR | MON | CAN | DET | FRA | GBR | GER | AUT | NED | ITA | BEL | EUR | RSA | AUS | 0        | 12位 |
| 1985年 | アルファロメオ 184TB | アルファロメオ 890T V8 t/c | G      | 22  | パトレーゼ |     |     |     |     |     |     |     |     | Ret | Ret | Ret | Ret | Ret | 9   | Ret | Ret | 0        | 12位 |
| 1985年 | アルファロメオ 184TB | アルファロメオ 890T V8 t/c | G      | 23  | チーバー   |     |     |     |     |     |     |     | Ret | Ret | Ret | Ret | Ret | Ret | 11  | Ret | Ret | 0        | 12位 |

## 参照
1. ↑  “Alfa Romeo 184T @ StatsF1”.   Statsf1.com. 2012年2月20日閲覧。
2. 1 2  “Alfa Romeo”. gaffersports.com. 2008年3月6日時点のオリジナルよりアーカイブ。2010年8月5日閲覧。
3. ↑  “PEOPLE: MARIO TOLENTINO”. grandprix.com. 2007年4月26日閲覧。
4. ↑  リカルド・パトレーゼ 200回目のグリーンシグナル by Pino Allievi グランプリ・エクスプレス '90イギリスGP号 9-11頁 1990年8月4日発行